# 動力区
動力区（どうりき-く）は中国黒竜江省ハルビン市にかつて存在した区。

## 歴史
1959年1月1日、ハルビン市は香坊区管轄の和平路・哈平路・安楽・通郷・前進の5街道弁事処及び朝陽管理区黎明郷に機電人民公社を新設し、これが後の動力区の前身となった。1960年1月、機電人民公社は動力之郷人民公社に改称、同年12月1日には動力之郷人民公社を区級行政区画に昇格させる「政社合一体制」が採用された。
文化大革命期間中の1967年4月、ハルビン市革命委員会は動力之郷人民公社革命委員会を設置、翌年11月に動力区革命委員会と改称された。1979年11月14日、動力区革命委員会の廃止に伴い動力区が成立した。
2006年8月15日、中国国務院の批准を経て、香坊区に統合されている。

### 設置
1979年11月14日、動力区革命委員会より改称される。

### 廃止
2006年8月15日、香坊区に編入される。

## 行政区画
12の街道と1つの鎮の下に43の社区居委会と25の行政村を管轄：
- 街道弁事処：民生路街道、安楽街道、王兆街道、哈平路街道、和平路街道、建築街道、文政街道、進郷街道、通郷街道、健康路街道、大慶路街道、黎明街道
- 鎮：朝陽鎮

| 前の行政区画 | 黒竜江省の歴史的地名 1979年 - 2006年 | 次の行政区画 香坊区 |